# Bortala
Bortala (chiń. 博尔塔拉蒙古自治州; pinyin: Bó’ěrtǎlā Měnggǔ Zìzhìzhōu; mong. ᠪᠣᠷᠢᠲᠠᠯ ᠠ ᠶᠢᠨ ᠮᠣᠩᠭᠣᠯ ᠥᠪᠡᠷᠲᠡᠭᠡᠨ ᠵᠠᠰᠠᠬᠤ ᠵᠧᠤ, Bortalyn Mongol öörtöö zasakh toirog; ujg. بۆرتالا موڭغۇل ئاپتونوم ئوبلاست, Börtala Mongghul Aptonom Oblasti) – mongolska prefektura autonomiczna w Chinach, w regionie autonomicznym Sinciang. Siedzibą prefektury jest Bole. W 1999 roku liczyła 403 733 mieszkańców.

## Podział administracyjny
Prefektura autonomiczna Bortala podzielona jest na:
- miasto: Bole, Alashankou,
- 2 powiaty: Jinghe, Wenquan.